# Jogo do osso
O jogo do osso é um jogo de origem asiática muito praticado na região da fronteira do Rio Grande do Sul. O jogo chegou à bacia do Prata através dos espanhóis, já existindo referências bibliográficas a ele no ano de 1620. Uma prova de sua procedência platina, seja pelo nordeste argentino, seja pelas fronteiras sulistas com o Uruguai, é o fato de conservar o jogo do osso até hoje, no Rio Grande do Sul, termos da língua castelhana em sua terminologia própria, tais como suerte, culo e clavada, entre outras.
Consiste no arremesso do osso do garrão do boi sobre uma cancha plana e, conforme a maneira que cai, dá a suerte ou culo, isto é, ganha ou perde a pessoa que o atira. O terreno ou cancha onde se joga não deve ser nem muito duro nem muito mole. Quando tal osso cai sobre umas das extremidades, e assim fica em pé ou inclinado, dá-se o que se chama uma clavada. 
Embora conste como originário da Ásia, vi em fotos da antiga civilização egípcia, o que no sul costumamos chamar de "parelhas" ou seja: o osso esquerdo + osso direito, das respectivas pernas do animal. No Rio Grande do Sul chamamos de jogo do osso e na Argentina o chamam de "Tava". Voltando às fotos egípcias, pelo tamanho, creio se tratar de ossos de carneiro ou porco. Como aparecem os dois ossos, acredito que de lá tenha se originado o jogo, chegando posteriormente à Ásia.